# Enumerazione (matematica)
Enumerazione è il nome dato ad un generico campo della matematica che si occupa di contare gli oggetti. Il conteggio viene astratto il più possibile dagli oggetti in questione, in modo da ottenere tecniche di conteggio generiche che non fanno affidamento su proprietà specifiche di certi gruppi di oggetti.
Tra i settori dell'enumerazione vi sono l'enumerazione algebrica e l'enumerazione combinatoria.

## Principi di Conteggio
In combinatoria enumerativa sono fondamentali 3 principi di conteggio:
1. Principio della Somma: siano {\displaystyle I} e {\displaystyle J} insiemi finiti, e {\displaystyle I+J} la loro somma disgiunta, allora {\displaystyle |I+J|=|I|+|J|}.
2. Principio del Prodotto: siano {\displaystyle I} e {\displaystyle J} insiemi finiti, e {\displaystyle I\times J} il loro prodotto cartesiano, allora {\displaystyle |I\times J|=|I|\times |J|}.
3. Principio di Uguaglianza: se esiste una biiezione tra due insiemi finiti {\displaystyle I} e {\displaystyle J}, allora {\displaystyle |I|=|J|}.

## Tecniche
- Funzione coppia di Cantor